# سیاوش تیموری
سیاوش تیموری، (انگلیسی: Siavash Teimouri، زاده تهران، ۱ تیر ۱۳۱۶)، معمار سرشناس ایرانی و از چهره‌های مطرح نسل دوم معماران نوین ایران است.
تیموری پس از پایان تحصیلات خود در دانشکده هنرهای زیبای دانشگاه تهران، به پاریس رفت و دوره دکترای خود را در دانشسرای عالی ملی هنرهای زیبای پاریس گذراند و در سال ۱۹۶۹ میلادی از آنجا فارغ‌التحصیل شد. تیموری در پاریس علاوه بر فعالیت در کنار معماران مطرح آن زمان اروپا، موفق به دریافت جایزه انجمن معماران فرانسه در سال ۱۹۶۷ شد. وی هم‌اکنون عضو جامعه معماران فرانسه و نیز عضو هیئت امناء انجمن مفاخر معماری ایران است.

## فعالیت‌ها
- همکاری با دفتر سالومو، پاریس، ۱۳۴۲–۱۳۴۱
- همکاری با دفتر ژان فروتیه، پاریس، ۱۳۴۴–۱۳۴۳
- همکاری با دفتر روژه تایبر، پاریس، ۱۳۴۶–۱۳۴۴
- همکاری با دفتر میشل مرو، پاریس، ۱۳۴۷–۱۳۴۶
- مدرس رشته معماری دانشکده هنرهای زیبا، ۱۳۴۸
- مؤسس و مدیرعامل مهندسین مشاور فرموم، ۱۳۵۳[۱]

## آثار
- طراحی مجموعه‌های مسکونی در ویل ژونیف
- آپارتمان‌های برج آفتاب، نیس
- مجموعه مسکونی شاتوپریگور، نیس
- استادیوم ورزشی شهر لیموژ
- استادیوم ۳۰ هزار نفر پارک دو پرنس
- طراحی و نظارت استخر سرپوشیده کازینوی شهر دوویل
- مرکز تربیت اطفال فلج در شهر مون رودا
- مرکز توسعه جسم و روان در شهر فون رومو
- طراحی ساختمان در شهر آراس
- طراحی مرکز صنعتی و سینماتوگرافی سن ژرمن آن لی
- طراحی مرکز بهداشتی وابسته به دانشکده پزشکی دانشگاه پاریس
- طراحی مجموعه بندر تفریحی ویل فرانش و مارینا خلیج فرشتگان
- سرپرست گروه و طراح پایانه متروی سریع‌السیر حومه پاریس
- طراح و ناظر کامپوس لویولت در حومه قصر آمبواز (برنده اول کوچک‌ترین بنا با بیشترین بازدهی)
- طراحی مرکز دانشگاهی سنت دونی در جزیره رئونیون
- ارائه طرح‌های مسکن و بیمارستان در کشور کامرون
- طراحی، اجرا و ساخت بیش از یکصد و پنجاه پروژه[۲]

## سایر فعالیت‌ها
- شرکت در نمایشگاه دیوار زنده، دفتر ژان فروتیه، پاریس
- ثبت سقفهای سبک متحرک «باز و بسته شو» در دائرةالمعارف نیمه دوم قرن ۲۰
- نمایشگاه کروکیها در گالری آزاد ۱۳۵۱
- نمایش بخشی از طرح‌های معماری در نمایشگاهی از آثار معماران ایرانی در موزه هنرهای معاصر
- چاپ مقالات متعدد در زمینه معماری و شهرسازی در مطبوعات تخصصی
- تألیف و ترجمه چندین کتاب در عرفان و تصوف
- طی دوره ممتاز در انجمن خوشنویسان نزد استاد نظام العلما[۳]
- مشاور  پیمان در طراحی استادیوم پاریسن ژرمن